# Bird Island (North Carolina)
Bird Island ist eine unbebaute vorgelagerte Insel am südwestlichen Rand der North Carolina Küste. Sie liegt zwischen Sunset Beach und Little River Inlet.  Das Naturschutzgebiet umfasst 1.681 Hektar, bestehend aus rund 135 Hektar Hochland und über rund 1300 Hektar Sumpffläche. Die Dünen und das Marschland von Birds Island gelten als wichtige Lebensräume für gefährdete Tierarten, so ist die Insel eine Eiablagestelle der Unechte Karettschildkröte, deren Nistgruben immer wider von Rotfüchsen geplündert werden. Die Salzmarschen der Insel sind ein wichtiger Lebensraum für die Diamantschildkröte und den Küsten-Amarant.
Bis 2002 war die Insel in Privatbesitz und wurde mit Hilfe von Spenden und öffentlicher Mittel vom Staat North Carolina erworben und unter Naturschutz gestellt. Verwaltet wird dieses Biotop durch das North Carolina Division of Coastal Management.